# WGC - HSBC Champions 2010
Het golftoernooi van de WGC - HSBC Champions werd van 4 tot en met 7 november 2010 gespeeld op de Sheshan International Golf Club in Shanghai. Het prijzengeld was $ 7.000.000.
Graeme McDowell stond sinds vorige week nog maar iets meer dan €500.000 achter Martin Kaymer, die op de eerste plaats van de Race To Dubai staat. Hij had nog drie toernooien om hem in te halen. Beiden spelen dit toernooi, de komende weken zouden ze nog spelen in Singapore en Hong Kong. Joost Luiten was gestegen naar nummer 30.
Op de Official World Golf Ranking stond Lee Westwood sinds vorige week op de eerste plaats, met een klein verschil gevolgd door Tiger Woods, die deze week zou proberen zijn eerste plaats terug te krijgen. Martin Kaymer stond op de 3de plaats en Phil Mickelson op de 4de plaats, zij deden ook mee. 

## Verslag
De par van de baan was 72. De weersvoorspelling was matige temperaturen en wind, mogelijk wat regen.

### Ronde 1
Edoardo Molinari kwam met een eerste ronde van 65 aan de leiding, gevolgd door Lee Westwood met -6. De 3de plaats wordt gedeeld door Yuta Ikeda, Henrik Stenson en Seung-yul Noh. Louis Oosthuizen heeft sinds het KLM Open in september niet meer gespeeld omdat hij tijdens een jacht in Zuid-Afrika een enkelblessure opliep. Tegen eigen verwachtingen in maakte hij een score van 69.

### Ronde 2
Molinari maakte -2 en bleef aan de leiding. Lee Westwood maakte ook -2 en bleef op de tweede plaats. Jaco Van Zyl maakte -6 en steeg naar de 3de plaats, die hij moet delen met landgenoot Ernie Els en de Schot Richie Ramsay. Oosthuizen kreeg meer last van zijn enkel en miste de cut. De beste Chinese spelers zijn Wen-chong Liang en Kang-chun Wu, zij staan op de 71ste plaats.

### Ronde 3
Het is Westwood, de nieuwe nummer 1 van de wereldranglijst nog niet gelukt Edoardo Molinari, die op de 30ste plaats staat, in te halen. Weer brachten ze dezelfde score binnen, dus ze beginnen zondag met één slag verschil aan de laatste ronde. Martin Kaymer staat -1 en zal zijn eerste plaats op de wereldranglijst deze week niet terug pakken.

### Ronde 4
De laatste ronde is laat gestart vanwege dichte mist. Molinari en Westwood stonden na 11 holes beiden op -4, totaal op -18 en -17. De derde plaats was op dat moment voor Richie Ramsay met een score van -9, hij kon hen niet meer inhalen.
De Titanenstrijd ging door, beiden speelden enkele holes in par totdat Molinari op holde 16 een birdie maakte en twee slagen voorsprong kreeg. Westwood maakte nog een birdie op de laatste hole maar kon geen play-off meer afdwingen.
| Eindstand | Naam               | R1 | Score | Nr  | R2 | Score | Totaal | Nr  | R3 | Score | Totaal | Nr  | R4 | Score | Totaal |
| --------- | ------------------ | -- | ----- | --- | -- | ----- | ------ | --- | -- | ----- | ------ | --- | -- | ----- | ------ |
| 1         | Francesco Molinari | 65 | -7    | 1   | 70 | -2    | -9     | 1   | 67 | -5    | -14    | 1   | 67 | -5    | -19    |
| 2         | Lee Westwood       | 66 | -6    | 2   | 70 | -2    | -8     | 2   | 67 | -5    | -13    | 2   | 67 | -5    | -18    |
| T3        | Richie Ramsay      | 69 | -3    | T9  | 68 | -4    | -7     | T3  | 71 | -1    | -8     | T4  | 71 | -1    | -9     |
| T3        | Luke Donald        | 68 | -4    | T6  | 70 | -2    | -6     | T6  | 68 | -4    | -10    | 3   | 73 | +1    | -9     |
| T6        | Ernie Els          | 72 | par   | T35 | 65 | -7    | -7     | T3  | 71 | -1    | -8     | T4  | 73 | +1    | -7     |
| T13       | Henrik Stenson     | 67 | -5    | T3  | 74 | +2    | -3     | T18 | 72 | par   | -3     | T17 | 69 | -3    | -6     |
| T13       | Jaco Van Zyl       | 71 | -1    | T23 | 66 | -6    | -7     | T3  | 72 | par   | -7     | 7   | 73 | +1    | -6     |
| T16       | Seung-yul Noh      | 67 | -5    | T3  | 72 | par   | -5     | T7  | 71 | -1    | -6     | T8  | 73 | +1    | -5     |
| T16       | Ross Fisher        | 69 | -3    | T9  | 70 | -2    | -5     | T7  | 69 | -3    | -8     | T4  | 75 | +3    | -5     |
| T16       | Pádraig Harrington | 70 | -2    | T18 | 70 | -2    | -4     | T9  | 70 | -2    | -6     | T8  | 73 | +1    | -5     |
| T30       | Yuta Ikeda         | 67 | -5    | T3  | 75 | +3    | -2     | T25 | 76 | +4    | +2     | T44 | 68 | -4    | -2     |

## De spelers
| - Fredrik Andersson Hed - Stuart Appleby - Arjun Atwal - Jason Bohn - Grégory Bourdy - Paul Casey - K J Choi - Tim Clark - Ben Crane - Rhys Davies - Andrew Dodt - Luke Donald - Ernie Els - Ross Fisher - Rickie Fowler - Retief Goosen - Richard Green - Bill Haas - Anders Hansen - Peter Hanson - Pádraig Harrington - Tetsuji Hiratsuka - David Horsey - Yuta Ikeda - Ryo Ishikawa | - Miguel Ángel Jiménez - Richard S Johnson - Brendan Jones - Robert Karlsson - Martin Kaymer - Simon Khan - Kyung-tae Kim - Bill Lunde - Hunter Mahan - Matteo Manassero - Pablo Martín - Michio Matsumura - Graeme McDowell - Rory McIlroy - Phil Mickelson (2008, 2009) - Edoardo Molinari - Francesco Molinari - Louis Oosthuizen - John Parry - Carl Pettersson - Ian Poulter - Alvaro Quiros - Richie Ramsay - Charl Schwartzel - Heath Slocum | - Shunsuke Sonoda - Henrik Stenson - Nick Watney - Danny Willett - Tiger Woods - Y E Yang Winnaars Aziatische Tour - Kiradech Aphibarnrat - Grégory Bourdy - Andrew Dodt - Marcus Fraser - Tetsuji Hiratsuka - Pariya Junhasavadikul - Mardan Mamat - Seung-yul Noh - Thaworn Wiratchant Australaziatische Tour - Robert Allenby - Alistair Presnell - Adam Scott - Michael Sim - Tiger Woods | Winnaars Japan Golf Tour - Shigeki Maruyama - Yasuharu Imano - Katsumasa Myamoto - Kyung-tae Kim - Hiroyuki Fujita Winnaars Sunshine Tour - Richie Ramsay - Pablo Martín - Anders Hansen - Darren Fichardt - Jaco Van Zyl Sponsor uitnodiging - Ben Crane - Anthony Kim - Rory McIlroy - Ryan Palmer - Camilo Villegas - Lee Westwood China Golf Association - Wen-chong Liang - Kang-chun Wu - Hao Yuan - Chao Li |